# Список археологических культур Украины (каменный век)
Список археологических культур Украины — археологические культуры на территории Украины каменного века.
.

## Палеолит
- Мезинская культура (21000-12000гг. до н.э.)

## Мезолит
- Донецкая культура (мезолит) (7000-4500 гг. до н.э.)
- Студенка(8000-6500 гг.до н.э.)
- Яниславицкая культура (7000-5500 гг.до н.э.)
- Гребёнковская культура (6500-5700 гг.до н.э.)
- Сурско-днепровская культура (6500-4700 гг.до н.э.)
- Буго-днестровская культура (6000-5300 гг.до н.э.)
- Азово-днепровская культура (6000-4700гг. до н.э.)

## Неолит
- Нижнедонская культура (6000—5200 лет до н. э.)
- Днепро-донецкая культура (5800—4300 лет до н. э.)
- Ташаирская культура (5300—4000 лет до н. э.)
- Культура линейно-ленточной керамики (5500—5000 лет до н. э.)
- Неманская (Волынская) культура (5500—4500 лет до н. э.)
- Культура ямочно-гребенчатой керамики (4700-3800 лет до н. э.)

## Энеолит
- Скелянская культура (4750—4100 лет до н. э.)
- Днепро-донецкая культурная общность (до 3700 гг. до н. э.)
- Трипольская культура[3]:
  - этап А (середина 5 — первая половина 4-го тысячелетия до н. э.)
  - этап B (B-I, B-II) (середина 4-го тысячелетия до н. э. — около 3200/3150 годов до н. э.)
  - этап C (C-I, C-II) (3150—2650 годы до н. э.)
- Малицкая культура (4800-3800 гг. до н. э.)
- Дереивская культура (4300—3850 лет до н. э.)
- Волынско-Люблинская культура (4200-3300 гг. до н. э.)
- ранний энеолит Крыма (4350-3950 гг. до н. э.)
- Гумельницкая культура (4900-4200 гг.  до н. э.)
- культура ямково-гребинецкой керамики (на территории Украины 4900-3200 гг. до н. э.)
- Среднестоговская культурная общность (4650-3000 гг. до н.э.)
- Пивихинская культура (3900-2900 гг. до н.э.)
- Культура воронковидных кубков (на Украине 3600-2800 гг. до н.э.)
- Нижнемихайловская культура (3800-2900 гг.до н.э.)
- Репинская культура (3500-2900 гг. до н.э.)
- Животиловско-волчанская культура (3400-3000 гг. до н.э.)
- Полгарская культурная общность (4500-3500 гг.до н.э.)
- Баденская культура (с 3300 гг. до н.э.)